# Fût (architecture)
Pour les articles homonymes, voir fût.

Fûts de différentes colonnes.

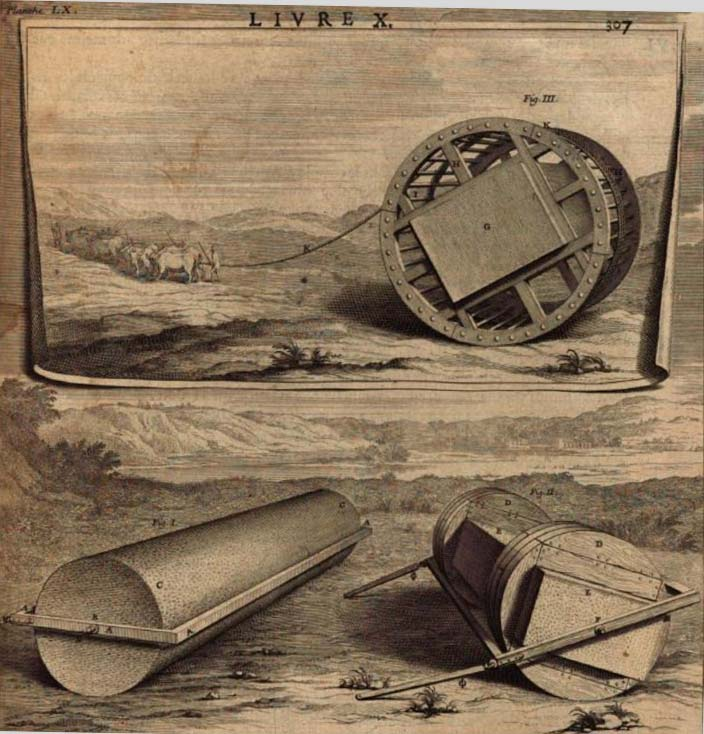
Système de roue pour le transport des fûts de colonnes et architraves par Chersiphron et Métagénès, à destination du temple d'Artémis à Éphèse (rapporté par Vitruve, Livre X, chapitre II).

Le fût d'une colonne est la partie qui se situe entre sa base et son chapiteau. Il peut être monolithique (d'une seule pièce) ou se composer de tambours superposés. Le fût d'une colonne n'est pas cylindrique, il va en diminuant vers le haut (se rétrécissant souvent d'un sixième), dans un objectif tant structurel qu'esthétique, et peut être bien souvent renflé. Le fût peut être circulaire, quadrangulaire ou octogonal, et peut être lisse, à pans coupés ou bien orné de cannelures (celles-ci sont généralement au nombre de 24, parfois 32).
Le fût d'une croix est la colonne située entre le piédestal et la croix sommitale (ou entre le piédestal et le chapiteau s'il en existe un sous la croix). Aux XIIIe et XIVe siècles, on trouve aussi des personnages sur le fût.

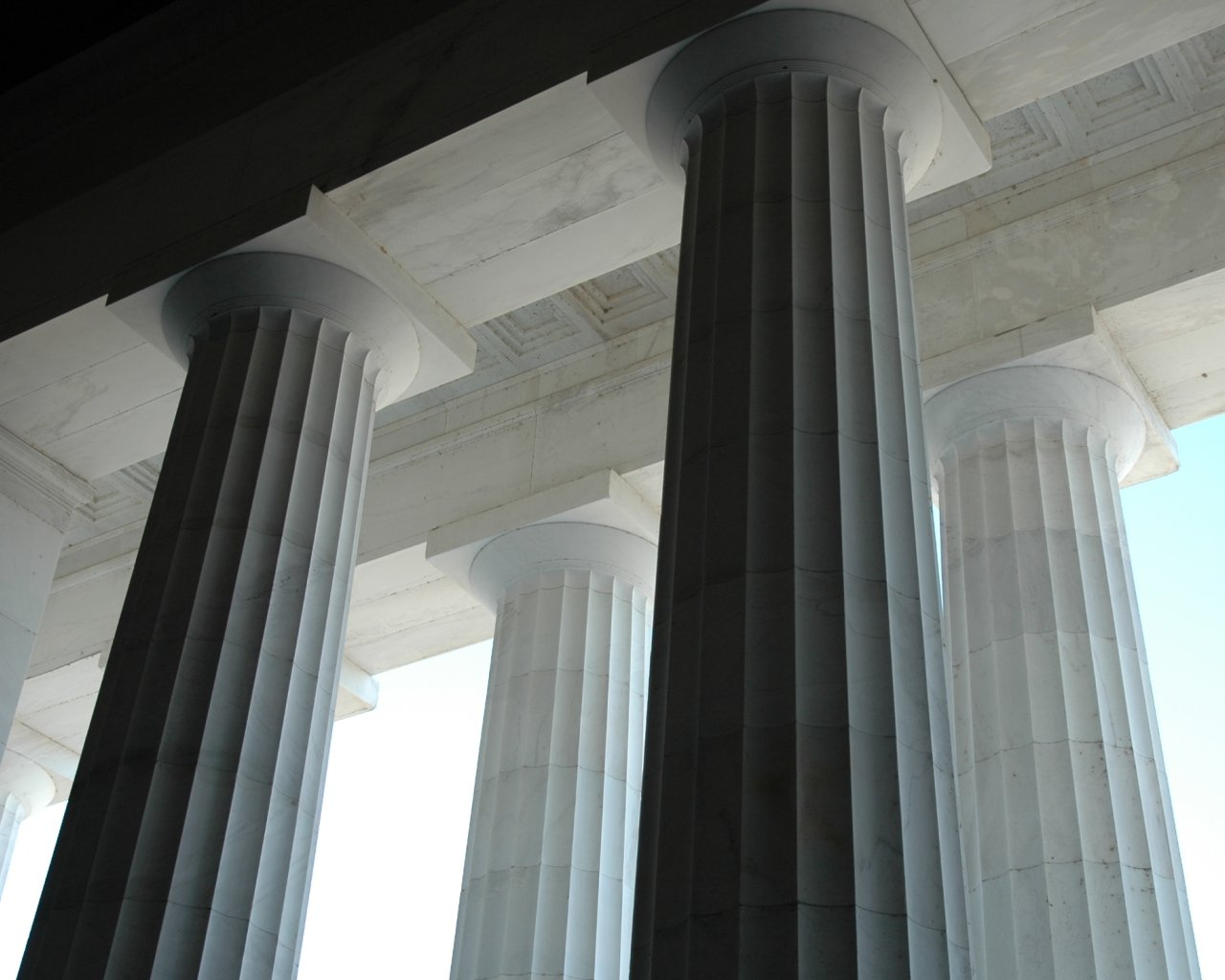
Fût de colonne dorique avec filets et cannelures du Lincoln Memorial.
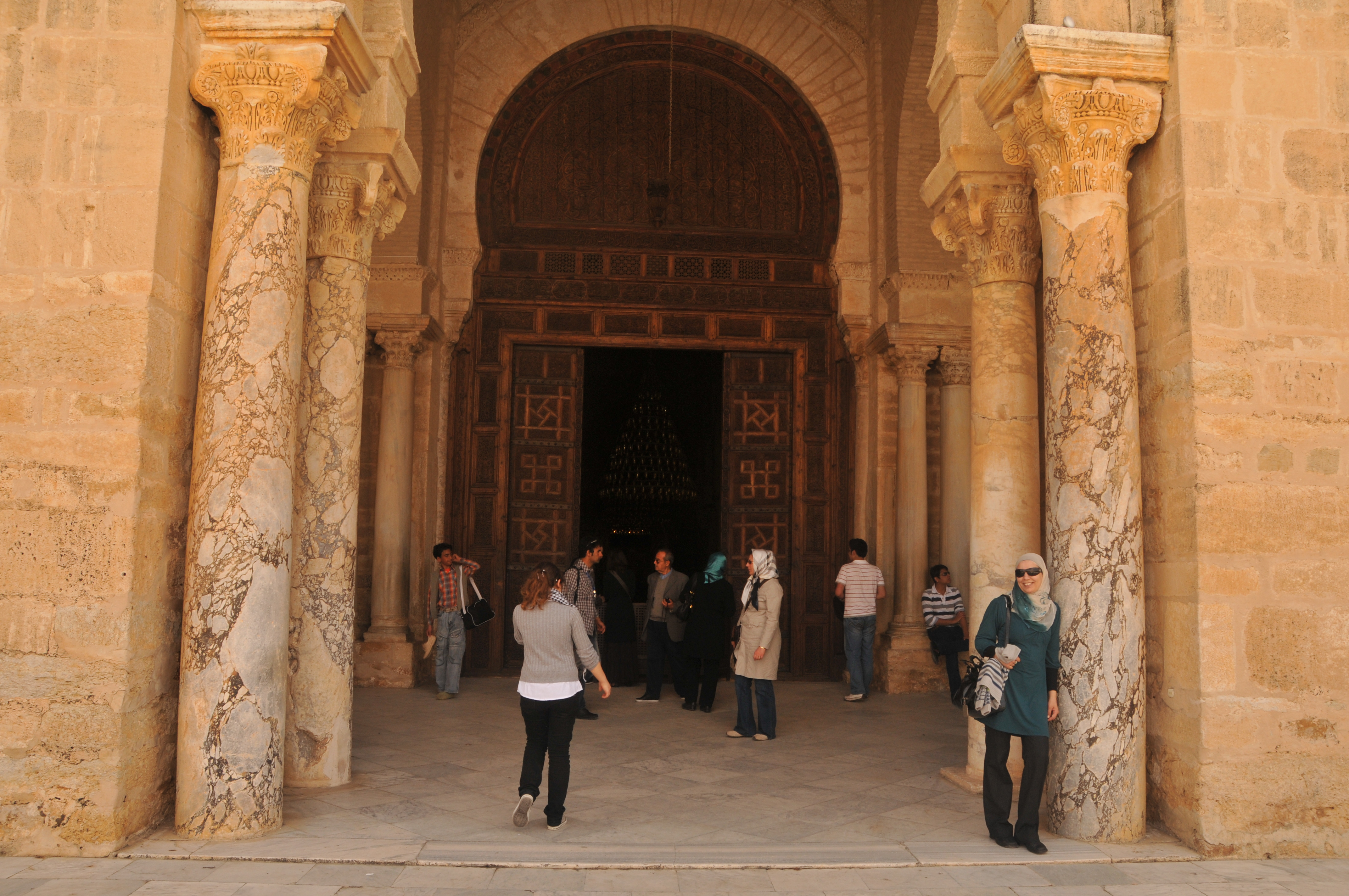
Fûts de colonnes en marbre blanc veiné encadrant l'entrée principale de la salle de prière de la grande mosquée de Kairouan.
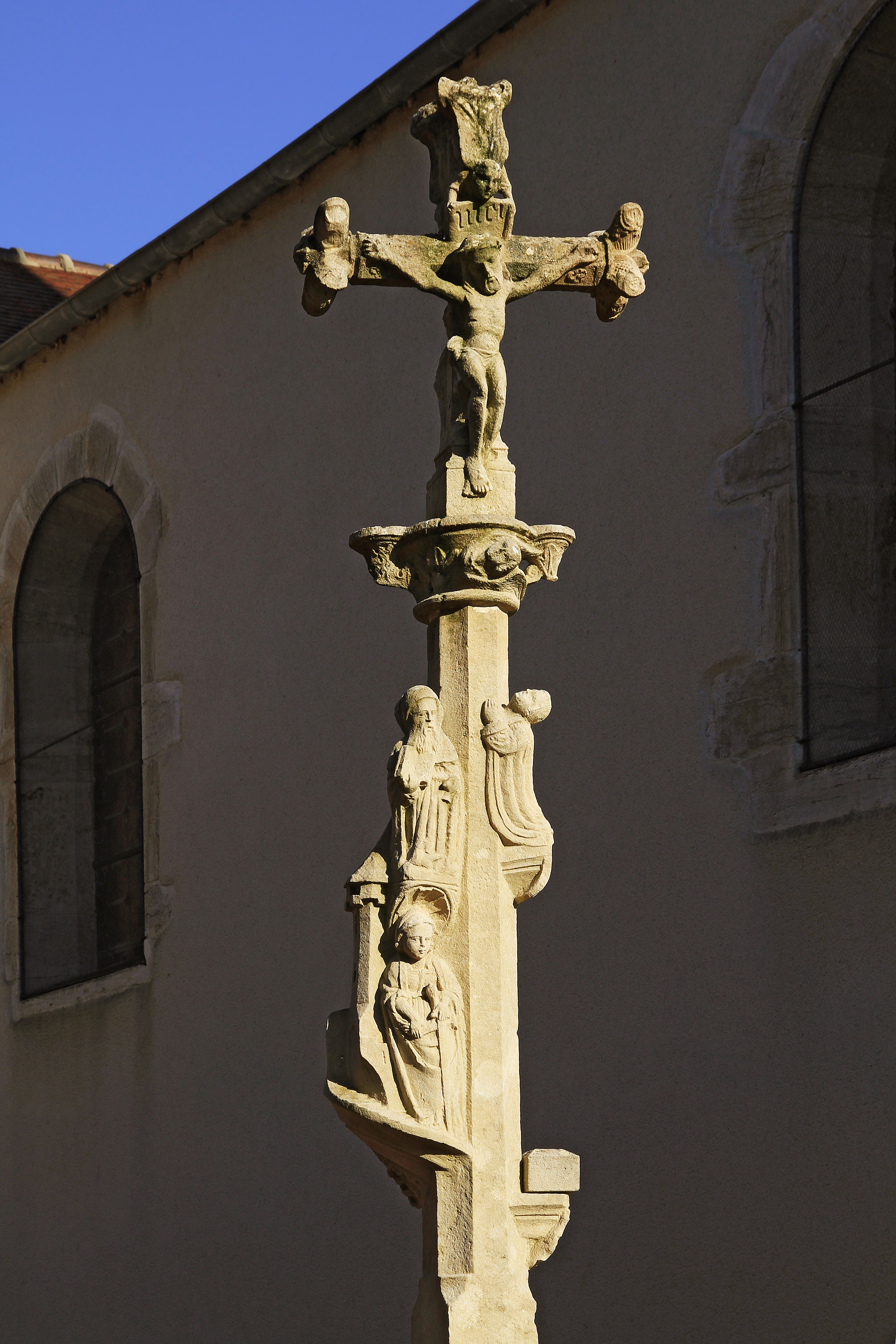
Croix de cimetière à fût ouvragé de 1547 à Massingy-lès-Vitteaux (Côte-d'Or).